# Der Hafenpastor und das Blaue vom Himmel
Der Hafenpastor und das Blaue vom Himmel ist ein Fernsehfilm von Jan Hinrik Drevs aus dem Jahr 2016 mit Jan Fedder in der Hauptrolle. Das Drehbuch zum Film wurde von Stefan Wild geschrieben. Der Film wurde am 14. Oktober 2016 in Das Erste zur Primetime erstmals ausgestrahlt und ist nach Der Hafenpastor und das graue Kind eine weitere Fortsetzung der Fernsehfilmreihe Der Hafenpastor.

## Handlung
Bodo Schüler nutzt die Gelegenheit, als Pastor Stefan Book in seiner Sonntagspredigt das Thema Liebe und Partnerschaft behandelt und bittet ihn um Hilfe. Sein Sohn Hanno hat sich ausgerechnet in seine uneheliche Tochter Ina verliebt und ist fest entschlossen sie zu heiraten. Stefan Bock soll seinen Einfluss nutzen und die beiden auseinander bringen, ohne dass sie von den Verwandtschaftsverhältnissen erfahren. Obwohl der Pastor von Schülers Ansinnen nicht überzeugt ist, versucht er sein Glück das frisch verliebte Paar zu entzweien. Doch arbeitet ausgerechnet Books Schwester Rita gegen ihn, denn sie war die Jugendliebe von Hanno und soll ihm das Hochzeitsfest ausrichten. So ist Stefan Book am Verzweifeln und vernachlässigt zudem seine Freundin Sabine. Als sie ihm offenbart, für einige Zeit ins Ausland zu gehen, ist Book geneigt kurzfristig alles stehen und liegen zu lassen und sie zu begleiten. Versehentlich erfährt Rita vom Verwandtschaftsverhältnis von Hanno und Ina. Unverzüglich setzt sie die beiden davon in Kenntnis, was Hanno derart in Wut versetzt, dass er seinen eigenen Vater zusammenschlägt. Er vermutet, dass dieser ihm sein Glück nur nicht gönnen würde und das Ganze eine Erfindung von ihm wäre. Ina indessen ist am Boden zerstört, doch hat sie nicht mit Energie von Rita Book gerechnet. Sie hat kurzerhand ein DNA-Test machen lassen, der nun belegt, dass zwar Ina Bodos Tochter ist, aber Hanno nicht sein leiblicher Sohn. So kann die Hochzeit nun doch wie geplant stattfinden und Books junge Kollegin, Anke Bertram, darf ihre erste große Amtshandlung ausüben. Pastor Stefan Book macht aber am Ende seinen persönlichen Plan, Freundin Sabine zu begleiten, dann doch nicht wahr. Seine Gemeinde ist ihm zu sehr ans Herz gewachsen, dass er sie nicht verlassen möchte.

## Rezeption

### Einschaltquoten
Die Erstausstrahlung in Das Erste verfolgten 3,18 Millionen Zuschauer, was einen Marktanteil von 10,4 Prozent entspricht.

### Kritiken
Tilmann P. Gangloff von tittelbach.tv zieht folgendes Urteil zu diesen Film: „Die Kernidee des dritten Films mit Jan Fedder als protestantischer Pastor auf St. Pauli ist nicht neu, aber so originell verpackt wie in dieser Kiezkomödie war sie selten. […] Es gibt viele schöne Ideen, einige große Momente, die Schauspieler, allen voran Jan Fedder, sind ausnahmslos sehenswert, und so hat ‚Der Hafenpastor und das Blaue vom Himmel‘ nur ein Manko: Zwei weitere Handlungsstränge laufen so ziemlich nebenher.“
Bei der Osnabrücker Zeitung schrieb Frank Jürgens: „Der dritte Film aus der Reihe ‚Der Hafenpastor‘ ist eine klassische Boulevardkomödie rund um das Thema einer völlig verbotenen Liebe. Erneut ist es das herausragende Ensemble, das die Reihe überhaupt erst sehenswert macht. Die tollen Darsteller überspielen die Schwachstellen im Skript von Stefan Wild mit spielerischer Leichtigkeit. Leider löst sich die Geschichte am Ende mit einem allzu vorhersehbaren Federstrich auf, unter dem die zuvor angerissenen Probleme in sich zusammenbrechen. Aber zum Ausgleich trägt Regisseur Jan Hinrik Drevs erfreulich frischen Wind in seine burleske Inszenierung zwischen Kiez und Kirche.“